# Mai mult ca perfectul continuu în limba engleză
The Past Perfect Continous Tense este un timp verbal în limba engleză. În limba română poartă numele de Mai mult ca perfectul continuu sau Perfectul trecut continuu.
Acest timp exprimă:
- o acțiune sau stare care a început într-un moment din trecut și s-a desfășurat neîntrerupt și continuu până la un moment dat tot în trecut.
- o acțiune care a început într-un moment din trecut și s-a desfășurat până la începerea unei alte acțiuni (exprimat prin Simple Past).
- uneori și acțiuni ce continuă și în momentul din trecut, exprimat printr-un verb la preterit(trecut)[1]

## Forma

#### Verb regulat
| I, you, he (she,it), we, you, they | had been                              | playing                             |
| ---------------------------------- | ------------------------------------- | ----------------------------------- |
| Subiect                            | Auxiliarul to be la perfectul prezent | Participiul nedefinit (Verbul -ing) |